# جوانا وود
جوانا وود (انگلیسی: Joanne Wood؛ زادهٔ ۲۳ دسامبر ۱۹۸۶) ورزشکار هنرهای رزمی ترکیبی اهل بریتانیا است. وی از سال ۲۰۱۲ میلادی تاکنون مشغول فعالیت بوده‌است.